# Delphinium ochotense
Delphinium ochotense är en ranunkelväxtart som beskrevs av Sergej Arsenjevitj Nevskij. Delphinium ochotense ingår i släktet storriddarsporrar, och familjen ranunkelväxter. Inga underarter finns listade i Catalogue of Life.